# FN M1903手槍
FN M1903或白朗寧M1903（又名白朗寧No.2）是約翰·白朗寧在1902年設計的半自動手槍，在1903年由比利時Fabrique Nationale及美國的柯爾特正式生產，發射9×20毫米SR Browning Long彈藥。

## 設計及歷史
FN M1903以FN M1900改良而成，採用反冲原理、單動扳機，復進彈簧在槍管底部，手動保險制位於底把左面，打開保險時會強制鎖死滑架，軍用版本的握把底部更附有槍帶環。
M1903是約翰·白朗寧在1902年設計的，並在1903年由比利時Fabrique Nationale及美國的柯爾特正式生產。
由於FN M1903的以當時而言的高可靠性、高準確度、重量輕及裝埴迅速，在推出後便成為了當時世界上最廣泛的半自動手槍，為巴拉圭、瑞典（合法生產，名為Husqvarna m/1907）、土耳其(仿製型)、愛沙尼亞、甚至是俄羅斯帝國軍隊或警隊的制式手槍，而比利時及荷蘭只裝備其警隊。
FN M1903的設計亦影響其後推出的手槍，包括M1911、TT-30/33、馬卡洛夫手槍（Makarov，又名PM）等。
後來，美國把一批入口的FN M1903並改為更常見的.380 ACP口徑。由於它堅固的金屬部件，其可靠性比100年後制造的.380口徑手槍相若甚至更高。

## 使用國
- 比利时
- 哥伦比亚
- 丹麦
- 薩爾瓦多
- 爱沙尼亚
- 芬兰[4]
- 希腊
- 納粹德國
- 荷蘭
- 挪威
- 奥斯曼帝国
- 巴拉圭
- 俄罗斯帝国
- 塞尔维亚王国
- 苏联
- 西班牙
- 瑞典
- 土耳其
- 英国

## 資料來源
1. ↑  .   [2007-10-23]. （原始内容存档于2007-10-24）.
2. ↑  .   [2007-10-23]. （原始内容存档于2007-10-29）.
3. ↑  .   [2020-06-09]. （原始内容存档于2020-03-21）.
4. ↑  .   [2007-10-23]. （原始内容存档于2013-02-16）.